# Anthos
Anthos és un programa que mostra informació sobre la biodiversitat de les plantes d'Espanya a internet. L'àmbit geogràfic general del projecte és la península Ibèrica, les illes Balears i les illes de la Macaronèsia (Canàries, Madeira i Açores) com a representació de les unitats biogeogràfiques de manera que es pugui estudiar la distribució d'un o diversos tàxons a tot el territori nacional i zones limítrofes. La informació oferta en el Projecte Anthos es distribueix a Internet de forma «pública i gratuïta» per a la seva utilització per qui ho desitgi sense que puguin assumir responsabilitats per part d'Anthos pel que fa a la seva fiabilitat, atribuïble tan sols als autors dels treballs corològics, taxonòmics o fotogràfics.
El programa va ser fruit d'una sèrie de convenis subscrits entre la Fundación Biodiversidad, que pertany al Ministeri d'Agricultura, Alimentació i Medi Ambient, i el Reial Jardí Botànic (Consell Superior d'Investigacions Científiques), Organisme Públic de Recerca del Ministeri d'Economia i Competitivitat. Avui dia Anthos se sosté a través de diversos projectes i iniciatives a les quals contribueixen les esmentades institucions, a més del projecte Flora iberica.

## Orígens
El programa Anthos, «flor» en grec, va créixer inicialment a l'empara del projecte Flora iberica, dirigit també des del Reial Jardí Botànic (CSIC). Aquesta iniciativa permet als ciutadans accedir fàcil i lliurement a través d'Internet a la més completa informació botànica d'Espanya.
El programa es va iniciar l'any 1999, sota la direcció de Santiago Castroviejo, amb una aplicació informàtica actualitzada fins a primers de l'any 2006, en la qual s'hi arribaren a incloure fins a 700.000 dades de plantes, procedents principalment de la bibliografia botànica espanyola.
A partir de l'any 2005 es va incorporar una nova eina informàtica al programa. Es va desenvolupar un sistema d'informació geogràfica (SIG) que va permetre combinar la informació corològica amb dades cartogràfiques sobre variables ambientals i mapes de referència, la qual cosa permet localitzar amb major exactitud la cerca de les plantes, així com explicar de forma visual els patrons de distribució de les diferents espècies.
Des de principis del 2010, i després de la defunció de Santiago Castroviejo, Carlos Aedo va ser qui es va fer càrrec de la direcció del projecte.

## La informació taxonòmica
A l'efecte de la taxonomia, corologia, citologia, etc., el marc taxonòmic per a l'ús i gestió dels noms de les plantes és el projecte Flora iberica. 
Així mateix, s'han emprat diversos tractaments taxonòmics especificats a continuació: 
- Plantes de la península ibèrica i illes Balears: els tàxons que corresponen als gèneres ja publicats, o en procés de publicació, en l'obra Flora iberica. Per a la resta dels gèneres, els tractaments s'ajusten en primer lloc a la Med-Checklist (Greuter, Burd et & Long, 1984) i la resta a Flora europaea (Tutin et al., 1964-1980), excepte alguns per als que se segueix un tractament original publicat en revistes botàniques.
- Plantes de les illes Canàries, i en general per a tota la regió Macaronèsia: se segueix l'esquema taxonòmic a I. Esquerre, J. L. Martín, N. Zutita & M. Arechavaleta (eds.), Llista d'espècies silvestres de Canàries. Arxivat 2016-09-23 a Wayback Machine. Fongs, Plantes i Animals terrestres. Arxivat 2016-09-23 a Wayback Machine. Conselleria de Medi ambient i Ordenació Territorial, Govern de Canàries, 2004.

La llista canària ha estat adaptada a la nomenclatura oferida per Flora iberica, mantenint els noms canaris com a sinònims perquè puguin ser emprats en les cerques.

## La informació corològica
Els mapes de distribució de plantes s'elaboren a partir de la informació corològica publicada en revistes i llibres científics, juntament amb les dades de col·leccions d'herbari revisades críticament per autors especialitzats que ens cedeixen les seves dades.
La informació bibliogràfica inicial procedia de la base de dades de cites corològiques que es va començar a preparar al Reial Jardí Botànic (CSIC) l'any 1986, a l'empara d'un conveni CSIC-INEM, i que posteriorment es va publicar amb el nom d'Arxius de Flora iberica.
Aquest treball ha estat posteriorment molt ampliat gràcies a la tasca desenvolupada pel projecte Anthos, fins a arribar actualment la xifra d'1,8 milions de registres obtinguts de publicacions científiques i d'un total de 50.000 plecs d'herbaris recollits a la base de dades del projecte. Aquestes xifres segueixen augmentant cada dia, ja que Anthos és un sistema en contínua revisió i actualització.

## La informació associada
La informació associada incorpora altres dades de gran interès per als usuaris, com són els noms vernacles, nombres cromosòmics, sinonímia, estatus de conservació, dibuixos i fotografies.
Els noms vernacles van ser inicialment presos dels volums publicats a l'obra Flora iberica, als quals es va afegir la informació continguda a la base de dades "Noms vernacles", recopilada i mantinguda pel Dr. Ramón Morales (Reial Jardí Botànic, CSIC) i el seu equip de col·laboradors, i publicada en part en la serie Arxius de 'Flora iberica' Aquesta informació ha estat mantinguda i actualitzada en col·laboració amb Anthos fins a un contingent de 175.000 noms vernacles.
La informació relativa al nombre cromosomàtic procedeix d'una base de dades prèviament publicada, i posteriorment actualitzada.
La informació dels sinònims dels noms acceptats procedeix de la base de dades de Nomenclatura, de Flora iberica.
La informació sobre l'estatus de conservació procedeix de la integració de la informació actualitzada de pàgina web del Projecte Phyteia
com un nou mòdul d'Anthos, amb uns 15.000 noms de plantes referits a uns 2.000 taxons d'una base de dades en la qual s'han recollit les normes legals sobre protecció de plantes que tenen efecte sobre el territori espanyol, així com informació de llibres i llistes vermelles.
Les il·lustracions procedeixen de diverses fonts: les làmines en blanc i negre van ser cedides per Flora iberica i han estat realitzades per diversos artistes botànics que publiquen els seus treballs en l'obra Flora iberica. Les làmines en color procedeixen d'altres obres clàssiques en la florística ibèrica i macaronèsica que per la seva antiguitat ja no estan subjectes a drets d'autor o editor:
P. É. Boissier, Voyage botanique deans li midi de l'Espagne... París, 1839-1845, 2vols.
JC Hoffmannsegg & H.F. Link, Flore portugaise Berlín, 1809(-1840), 2 vols.
J. M. C. Lange, Descriptioiconibus ilustrata plantarum novarum, Copenhaguen, 1864[1866]
H. M. Willkomm, Icones et descriptiones plantarum novarum, Leipzig, 1852-1856[-1862], 2 vols.
H. M. Willkomm, Illustrationes florae hispanicae insularumque Balearicum, Stuttgart, 1881-1892, 2 vols.
Les fotografies de les plantes han estat adquirides o cedides per diversos fotògrafs botànics, el nom dels quals apareix al peu de cada foto. En alguns casos, s'han realitzat fotografies des del propi projecte Anthos.

## La informació cartogràfica
La informació cartogràfica que se subministra procedeix de serveis públics, oberts, o ha estat cedida per particulars. Google Maps es carrega amb les llicències adients, igual que passa amb Blue Marble i amb les capes de variables climàtiques subministrades per l'Atles Climàtic de la Península Ibèrica. El Banc de Dades de la Biodiversitat, del Ministeri de Medi Ambient, va cedir la malla UTM que després s'ha estès per a tot l'àmbit de la visualització, així com la informació corresponent a parcs nacionals. La informació del Mapa Geològic va ser presa del programa de SEIS.NET, Sistema Espanyol d'Informació de Sòls d'Espanya sobre Internet. A més, Anthos càrrega, via WMS, capes temàtiques subministrades en el marc de la Infraestructura de Dades Espacials d'Espanya, Ministeri de Foment. El model digital del terreny ha estat format per Geodata S. L. a partir de l'Earth Resources Observation and Science (EROS) Center.